# 孝昭仁皇后
孝昭仁皇后（穆麟德轉寫：hiyoošungga genggiyen gosin hūwangheo；1659年—1678年3月18日），鈕祜祿氏，真名待考。滿洲鑲黃旗人。果毅公、領侍衛內大臣遏必隆之次女，生母為側室舒舒覺羅氏。清朝康熙帝的第二任皇后，溫僖貴妃的同母胞姐。

## 生平
順治十六年（1659年）出生。
處理鰲拜逆案的相關檔案中，遏必隆曾供稱自己在蘇克薩哈、鰲拜說下「噶布喇之女既封皇后，必動干戈。屬下滿洲人之女，豈可封為皇后」這些話後，對蘇克薩哈、鰲拜說：「封為皇后系太皇太后所定之事，我等何以管得。我們朋友之女，恨不能封為皇后」。由此可知，與噶布喇之女孝誠仁皇后赫舍里氏爭奪皇后之位的「我們朋友之女」並不是當時年僅六歲、未及初婚年齡的遏必隆次女鈕祜祿氏。
康熙十年（1671年）六月二十一日，遏必隆派人向太皇太后陳述道：「余之女甚是年幼，其入宮時，可否令其乳母隨入一年或三年，操持喚醒、梳頭、洗臉等事」，獲得了太皇太后的許可。同年六月二十三日，鈕祜祿氏與另外五位格格，在家中女僕的陪同下，入住鍾粹宮，獲得福晉級待遇，位分等級高於當時在康熙帝位下的四位小福晉。此女入宮時可能比當時的適婚年齡還要小幾歲，因此她不太可能是當時已經十三歲的孝昭仁皇后，亦不是康熙十九年才入宮的溫僖貴妃，有可能是家譜中記載的另外三個女兒之一，亦或是家譜漏記的女兒:278-279。
康熙十三年（1674年）五月初三日，孝誠仁皇后在坤寧宮產子後不久崩逝。五月十九日，包衣諳班上奏詢問五月二十一日舉行初祭時，皇太后、眾福晉、乾清宮之眾福晉、眾格格是否依照先例前往，稱呼康熙帝的後宮為「乾清宮之眾福晉、眾格格」。由於「眾福晉」可以作為福晉及小福晉的統稱，故而無法確定孝昭仁皇后是否已經入宮:237。
目前僅確定孝昭仁皇后在康熙十五年四月已入宮，被稱為「乾清宮之妃」。康熙十五年（1676年）四月，內務府將存放在倉庫中的一些釵子呈給太皇太后進行分配。太皇太后下旨將玉釵六個、瑪瑙釵二個分給「佟舅舅之女格格」，並將玉釵五個、金鑲玉釵子一個、瑪瑙釵二個分給「乾清宮之妃」。此處的佟舅舅之女格格即為孝懿仁皇后，而乾清宮之妃即為孝昭仁皇后:237。當代研究者王冕森認為孝昭仁皇后較有可能是在孝誠仁皇后喪期之內，作為既定的繼皇后入宮，而她獲得的「妃」名號可能只是一種短期尊稱，不能與後來的妃位進行對比:238。
康熙十六年（1677年）五月十一日，康熙帝諭禮部：「朕恭奉聖祖母太皇太后慈諭，冊立妃、遏必隆之女鈕祜祿氏為皇后」，下令禮部選擇吉期，開列儀注具奏。同年八月二十二日，鈕祜祿氏正式被冊立為皇后。
康熙十七年（1678年）二月二十六日巳時，孝昭仁皇后在坤寧宮薨逝。法國傳教士張誠在他的日記中提到「（皇上）前兩位皇后都在受封後相繼難產崩逝」，然而根據當時的檔案記載，康熙十六年十二月，孝昭仁皇后的身體已經出現問題。十二月二十五日，御前三等侍衛薩勒奉旨降諭總管內務府大臣噶魯、海拉蓀曰：「傳知總管內務府大臣等，為皇后念經」。康熙十七年正月，康熙帝除了讓喇嘛們念經之外，還讓道士們在大光明殿祭星，而大臣們也紛紛上折請求為皇后祈禱，可見當時她的病情已經相當嚴重。以上迹象均與難產不符，但是也不排除孝昭仁皇后是因流產或其他產後疾病薨逝，但被訛傳為難產而死:238。
孝昭仁皇后念記着父母對她的撫育教養之勤，經常思考着要為他們建立家廟及進行春秋二祭之事，康熙帝便派遣官員監督及辦理工程，可惜家廟建成時，皇后已經去世。

## 死後待遇

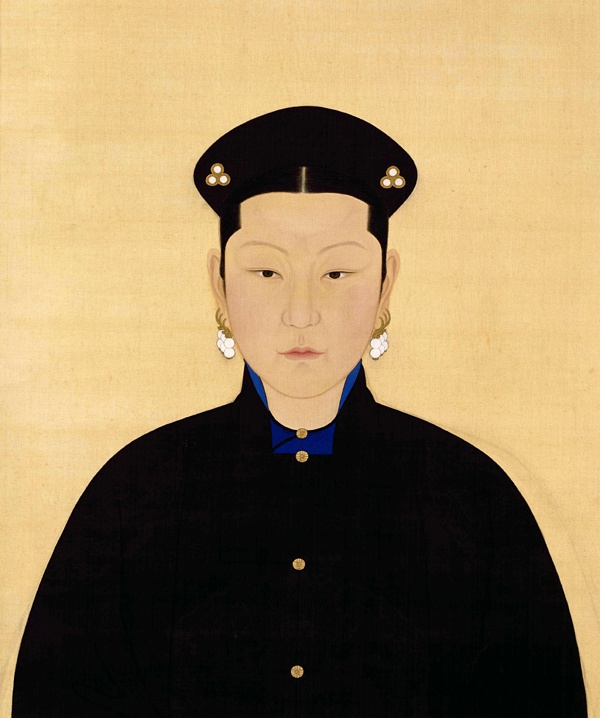
孝昭仁皇后常服像

康熙十七年二月二十七日，在坤寧宮正殿治喪，二月二十八日，奉移大行皇后梓宮至武英殿。其實內務府原擬按照孝誠仁皇后的先例，將她奉移至北海團城西側的空院暫安，但是康熙帝認為此地不好，指出「殿與門皆無，看守之眾亦甚苦」，便下旨將她由宮中正殿奉移至武英殿暫安。三月二十五日，奉移梓宮至鞏華城殯宮，與先前逝世的仁孝皇后一同暫安於殯殿。閏三月二十一日，冊謚鈕祜祿氏為孝昭皇后。同年四月，孝昭皇后的神牌升祔奉先殿，安奉於仁孝皇后神牌之右。
康熙二十年 (1683年) 二月十九日，仁孝皇后、孝昭皇后梓宮從鞏華城殯宮啟行，奉移至景陵，由康熙帝親自護送。二月二十五日，康熙帝提前趕到孝陵行三跪九叩禮致祭，然後率領內大臣、侍衛到景陵閱視自己的陵寢和陵寢地宮。二月二十六日，兩皇后梓宮到達景陵，奉安隆恩殿。三月初八日，兩皇后梓宮正式葬入地宮，仁孝皇后在左，孝昭皇后在右。
雍正元年（1723年）六月，孝昭皇后諡號系康熙帝之諡仁字。同年九月，上諡曰：「孝昭靜淑明惠正和欽天順聖仁皇后」。
乾隆元年（1736年）三月，加上尊諡安裕二字，諡曰：「孝昭靜淑明惠正和安裕欽天順聖仁皇后」。嘉慶四年（1799年）四月，加上端穆二字，諡曰：「孝昭靜淑明惠正和安裕端穆欽天順聖仁皇后」。

## 家世
康熙帝孝昭仁皇后及其同母胞妹溫僖貴妃出自索和濟巴顏系鈕祜祿氏，是皇太極元妃的親侄女。她們的父親遏必隆是弘毅公額亦都的幼子，在清初幼子繼承的習慣下，成為弘毅公家族的大宗嫡流。在康熙帝即位之前，遏必隆已為一等公爵，並擔任議政大臣、領侍衛內大臣，位極人臣，後來在康熙十二年病故:235。 根據《開國佐運功臣弘毅公家譜》的記載，遏必隆先後有四位妻妾。第一位是努爾哈赤第十二子和碩英親王阿濟格的第一女郡主，這位郡主在天聰九年正月嫁與遏必隆為妻，在崇德八年正月病故。第二位是和碩穎毅親王薩哈璘之女，可能在康熙六年病故。第三位是正白旗滿洲巴雅拉氏，而第四位則是舒舒覺羅氏，一般認為是側室。這四位妻妾共為遏必隆生育七子五女:235-236。
遏必隆的兒子大多官居高位，例如第三子法喀娶孝誠仁皇后胞妹赫舍里氏為繼妻，承襲一等公爵位、世管佐領，仕至內大臣；四子彥珠娶孝懿仁皇后胞妹佟佳氏為妻，承襲世管佐領，仕至頭等侍衛；五子富保娶首位旗人狀元總督麻勒吉之女瓜爾佳氏為妻，承襲世管佐領，仕至三等侍衛；六子音德娶總督董維國之女為妻，承襲一等公爵位、世管佐領，仕至領侍衛內大臣；七子阿靈阿娶孝恭仁皇后胞妹烏雅氏為妻，承襲一等公爵位、世管佐領，仕至領侍衛內大臣、理藩院尚書。由此可見，孝昭仁皇后家族之門第以及與皇室錯綜複雜的血緣關係:236。

## 延伸閱讀
[在维基数据编辑]
 《清史稿/卷214》，出自趙爾巽《清史稿》
 在维基共享资源阅览影像